# جنگ خان‌ها
جنگ خان‌ها یک بازی تحت مرورگر (به انگلیسی: Browser Game) در سبک استراتژیک آنلاین می‌باشد و در قرون وسطا می‌گذرد.بازیکن می‌تواند با انتخاب یکی از 12 قوم بلغارها، فرانک‌ها، مغول ها، ژاپنی ها، لیتوانی، آلمان‌ها، پارس‌ها، روم شرقی، بریتانیایی‌ها، اعراب، گوت‌ها و روس‌ها فرمانروایی خود را بنا کند و با تسخیر قلعه‌های دیگر بازیکنان، آن را گسترش دهید و قدرتمند تر سازد بازی از جایی شروع میشود که   
شما امپراطور یک امپراطوری هستید در بازی شما باید یک ارتش بسازید اما شما نمیوانید هر قدر که خواستید سرباز جمع کنید جمعیت آنها وابسته خانه شماست هر قدر سطح خانه بیشتر باشد سرباز بیشتری را میتوانید استخدام کنید شما باارتش خودتان میتوانید به راهزنان حمله کنید تا سطح شوالیه تان بالا برود یا میتوانید شوالیه خود را به ماموریت ارسال کنید تا سطحش بالا برود.شما در بازی ساختمان های زیادی دارید اما مهم ترین آنها کوشک است در کوشک میتوانید یگان نژاد خودتان یا نجیب زاده گان را آموزش دهید نجیب زاده میتواند قلعه هایی که شما به انها حمله کرده اید را تصرف کند البته به شرط این که حمله شمه موفق آمیز باشد شما باید نجیب زادگانتان را در خط آخر قرار دهید که به او صدمه ای نرسد این رو هم به خاطر داشته باشید که نجیب زادگان بسیار گران هستند پس حواستان به آنها باشد.شما با گرفتن قلعه دشمن خودتان را قوی تر خواهید کرد ولی قبل از حمله به دشمن با نجیب زاده باید کوشک خود را ارتقا دهید چون اگر کوشک سطح2 باشد فقط میتوانید6 قلعه داشته باشید و بیشتر از آن نمیتوانید قلعه تصرف کنید این بازی بسیار جذاب و هیجان انگیز است.